# Hoti
La llengua hoti (Jodï, Jotí, Hodï), també coneguda com a Yuwana (Yoana), Waruwaru, o Chikano (Chicano), és una petita llengua no classificada de Veneçuela parlada pels hotis. Se'n sap molt poc; els seus diversos centenars de parlants són caçadors-recol·lectors monolingües. La gent es fa dir Jojodö ("el poble") o Wįlǫ̈ i el seu llenguatge Jojodö tjįwęnę.
Les fonts són incompatibles amb les nasals, que varien entre, per exemple nV i lṼ.

## Classificació
Encara no s'ha establert cap classificació pel hoti que satisfagui als lingüistes. S'ha intentat vincular el hodï amb les llengües salibanes properes. Una proposta recent classifica Hodï i (Piaroa–) Salibana com les branques d’una sola macrofamília Jodï–Saliban. Tanmateix, les similituds del vocabulari amb les llengües salibanes deuen deure's al sprachbund: Henley, Mattéi-Müller i Reid (1996) argumenta que les aparents cognats entre hodï i salibanes són més aviat préstecs.
Limitat per dades pobres, Henley et al. argumenta que el hodï pot estar relacionat amb els llengües nadahup. L'únic lingüista que parla hodï i piaroa, Stanford Zent, ha recopilat dades més fiables i argumenta que "probablement" està relacionat amb les llengües salibanes.
Des de 1985 també es va suggerir una relació amb les llengües ianomami, en part basant-se en el fet que el hodï comparteix el 20% del seu vocabulari amb aquesta família, però aquesta hipòtesi ha estat des de llavors rebutjada.

## Fonologia
La primera anàlisi fonològica va ser estat realitzat per Diana Vilera
Vocals
|          | orals   | orals     | orals    | nasals  | nasals    | nasals |
| anterior | central | posterior | anterior | central | posterior |        |
| -------- | ------- | --------- | -------- | ------- | --------- | ------ |
| Tancades | i       | ɨ         | u        | ĩ       | ɨ͂         | ũ      |
| mitjanes | e       | ɘ         | o        | ẽ       | ɘ͂         | õ      |
| obertes  |         | a         |          |         | ã         |        |

Consonants
|                   | labial   | labial | alveolar | alveolar | palatal  | palatal | velar    | velar  | labiovelar | labiovelar | glotal   | glotal |
| simple            | aspirada | simple | aspirada | simple   | aspirada | simple  | aspirada | simple | aspirada   | simple     | aspirada |        |
| ----------------- | -------- | ------ | -------- | -------- | -------- | ------- | -------- | ------ | ---------- | ---------- | -------- | ------ |
| oclusives sordes  |          |        | t        | ʰt       | ç        | ʰç      | k        | ʰk     | kʷ         | ʰkʷ        | ʔ        |        |
| oclusives sonores | b        | ʰb     | d        | ʰd       | J        | ʰJ      |          |        |            |            |          |        |
| fricatives        |          |        |          |          |          |         |          |        |            |            |          | h      |
| vibrants          |          |        | ɾ        | ʰɾ       |          |         |          |        |            |            |          |        |
| aproximants       | w        | ʰw     |          |          | j        | ʰj      |          |        |            |            |          |        |

Les oclusives sonores es realitzen com nasals en ambient vocal nasal.